# Незалежна Федерація Реслінгу
Незалежна Федерація Реслінгу (англ. Independent Wrestling Federation) — американський промоушн реслінгу, штаб квартира якого розташована у місті Вудленд, штат Нью-Джерсі. Багато колишніх зірок НФР змогли пробитися до World Wrestling Entertainment (WWE). Окрім ТБ-шоу і живих виступів НФР має і власну школу реслінгу, де тренується багато молодих талантів під наглядом колишньої зірки реслінгу Тіто Сантани.

## Історія
Історія НФР почалась ще у 1998 році. Цілий рік (аж до 1999 року) промоушн НФР виступав у школах і глядацьких залах зі своєю реслінг-програмою. У 1999 році НФР переїхала у свою нинішню будівлю — Вудленд Парк, де нині розташований головний офіс НФР а також школа для молодих талантів.
Заснована у 1999 році, школа реслінгу НФР навчає десятки молодих реслерів з шістнадцяти штатів і шести країн, які після проходження навчання продовжують виступати не тільки на території США а і в Європі і Азії. Багато суперзірок WWE тренувалися саме у школі НФР. Це зокрема: Джей Бі Ел, Тіто Сантана, Стів Річардс. Марія, Саймон Даймонд та інші.
Нинішня суперзірка WWE Даррен Янг який виступає на бренді RAW також пройшов підготовку у школі НФР. Під час виступів на арені НФР Даррен був відомий як «Костолом» Фред Самсон.
30 квітня 2014 центр НФР переїхав у місто Натлі, штат Нью-Джерсі у приміщення площею 7000 квадратних футів з найновішим обладнанням, бійцівським рингом, спеціальним магазином харчування і багатьма іншими оновленнями.

## Титули
| Назва титулу                    | Чемпіон                      | Дата виграшу   |
| ------------------------------- | ---------------------------- | -------------- |
| IWF Heavyweight Champion        | Роман Захарій                | Невідомо       |
| IWF Junior Heavyweight Champion | Ентоні Боуенс                | 12 квітня 2014 |
| IWF Tag Team Champions          | Ттіо Сантана і Містер Казино | Невідомо       |